# Parathesis prionophylla
Parathesis prionophylla är en viveväxtart som beskrevs av Paul Carpenter Standley. Parathesis prionophylla ingår i släktet Parathesis och familjen viveväxter. Inga underarter finns listade i Catalogue of Life.